# لونگتوون (اکلاهما)
لونگتوون(به انگلیسی: Longtown) شهری در ایالت اکلاهما کشور ایالات متحده آمریکا است که جمعیت آن در سرشماری سال ۲۰۱۰ میلادی، ۲٬۷۳۹ نفر بوده‌است.